# پیچیده است (فیلم)
پیچیده است (به انگلیسی: It's Complicated) فیلمی کمدی رمانتیک به کارگردانی نانسی مایرز محصول سال ۲۰۰۹ کشور ایالات متحده آمریکا است.

## بازیگران
- مریل استریپ
- استیو مارتین
- الک بالدوین
- جان کرازینسکی
- کیتلین فیتزجرالد
- جنیوا کار
- الی ونت‌ورث